# Benedetta Mazzini
Benedetta Mazzini (Milán, 11 de noviembre de 1971) es una actriz teatral, cinematográfica y televisiva, presentadora y autora radiofónica y televisiva y modelo italiana.

## Biografía
Hija de madre artista, la conocida cantante Mina y el periodista Virgilio Crocco (trágicamente fallecido en 1973 en los EE. UU., embestido por un automóvil mientras volvía a su hotel), posee desde 1989 la ciudadanía suiza, ya que de hecho creció entre Italia y la ciudad suiza de Lugano.
Para la televisión ha presentado programas musicales tanto en la RAI, como en Mediaset, tales como Rock Cafè de 1991, la edición del Festivalbar de 1992 y Hotel Babylon en 1997, que cosecharon un gran éxito.
En 1993, después del éxito en televisión, tiene que interrumpir su ascendente carrera, y anular contratos, a causa de un terrible accidente de automóvil que la obliga a alrededor de año y medio de hospitalización.
En 1995, en teatro, participa en "Teppisti" ("Gamberros") de Giuseppe Manfridi, acercados por la colega Claudia Gerini.
Empieza cinematográficamente 1996 con la comedia tipo de cobros de Leonardo Pieraccioni "Il ciclone" ("El ciclón"), interpretando el papel de Isabella, la farmacéutica lesbiana amante de Selvaggia, hermana del protagonista Levante.
En el mismo 1996 es una de las protagonistas de la obra de Andrea Manni, "Da cosa nasce cosa" ("De cosa nace cosa"), con Enzo Iacchetti, Valerio Mastandrea y Marco Giallini.
En 1998 participa en la película para televisión "Vado e torno" ("Voy y vuelvo") de Vittorio Sindoni, en cuyo representación de nuevo en el papel de protagonista junto a Nancy Brilli, Rodolfo Laganà y Milena Vukotic.
De vuelta a la gran pantalla gracias a Mario Monicelli, Benedetta Mazzini fue una de las actrices del numeroso reparto del film "Panni sporchi" ("Paños sucios"), 1999.
Vuelve al teatro con "Capitolo secondo" ("Capítulo dos"), 1999-2000, junto el marido de Amanda Sandrelli, Blas Roca Rey y la dirección de Patrick Rossi Gastaldi.
Luego, tras un pequeño papel televisivo de reparto en la miniserie suiza "Linea di confine" (Línea de confín) 2005, dirigida por el difunto Massimo Donati y Alessandro Maccagni para la RTSI, decide alejarse de la televisión, focalizándose en el teatro, sobre cuyo escenario interpreta "Bigodini" ("Rulos"), junto a Platinette, espectáculo que le hará conseguir un gran éxito, y del que fue también autora.
Participó en el programa "X-Factor" edición italiana 2009, y en Rai Due junto a Pierpaolo Peroni, Carlo Pastore y Antonella Elia.
En diciembre de 2009 es la protagonista femenina del vídeo de "Adesso è facile" ("Ahora es fácil") cantada por Mina junto a Manuel Agnelli de los Afterhours.
De enero a junio de 2010 presentó, junto a Davide Dileo (teclista de los Subsonica), un programa radiofónico italiano titulado "Coppia aperta" ("Pareja abierta") en el canal Rai Radio Due con doble cita semanal.
Programa que vuelverá a conducir de septiembre a diciembre de 2010.
En la edición 2010 de la versión italiana del programa X Factor, mantiene el rol de experta musical como en el anterior año.
Es conocida la afición de Benedetta por los viajes, en particular a África. Es una de los "miembros especialistas" de la "AIEA", Asociación de Italianos Expertos de África, colabora con National Geographic, y escribe largos artículos y reportajes para el semanal italiano "Vanity Fair" a propósito de sus viajes.
Compaginando sus viajes a Sudáfrica y su trabajo en la televisión, creó como autora y presentadora un documental por episodios en los que acompañaba a personajes famosos descubriendo lugares africanos singulares. El programa se inaugura el 26 de noviembre de 2010 en el nuevo canal televisivo italiano Rai 5 dedicado a la cultura, y que se mantuvo en pantalla hasta febrero de 2011.
Con el cantautor español Enrique Bunbury, que escribió al menos tres canciones claramente inspiradas en ella, vivió una profunda historia de amor a principios de los años noventa. Los temas son: «Bendecida», «Bendecida II» (contenidas en El espíritu del vino) y Bendecida III («La chispa adecuada», de Avalancha, su último disco con su grupo Héroes del Silencio).
Tuvo el honor también de elegir el comienzo de los conciertos de Héroes del Silencio con la canción "Song to the Siren", de This Mortal Coil, particularmente querida por ella. Estas canciones también fueron incluidas en el tour del grupo en 2007, en los que dicha canción era la introducción.
En 1995 canta a dúo con su madre Mina la canción "More than words", incluida en el CD "Pappa di latte" ("Gachas de leche").